# Quinton Aaron
Quinton Aaron (ur. 15 sierpnia 1984 w Bronksie) – amerykański aktor filmowy i telewizyjny. Jego pierwszą główną rolą było wcielenie się w amerykańskiego sportowca Michaela Ohera w filmie Wielki Mike z 2009.

## Życiorys
Jego matką jest Laura Aaron, autorka książki Leave Me Alone. Śpiewał w chórze kościelnym. Aaron zaangażowany jest w walkę z zastraszaniem. Założył Fundację Quinton Aaron, której misją jest zapewnienie dzieciom: nadziei, zachęty i pewności siebie. W 2015 Aaron nakręcił film Busy Day w Albuquerque, w Nowym Meksyku.

## Filmografia
- Feliz Navidad (2006) jako Wokalista (niewymieniony w czołówce)
- Prawo i porządek (2007) jako Wykidajło / Ochroniarz (niewymieniony w czołówce) 2 odcinki
- I Hate Black People (2007) jako Stały klient baru
- Ratunku! Awaria (Be Kind Rewind, 2008) jako Q
- Play or Be Played (2008) jako Ochroniarz
- Mr. Brooklyn (2009) jako Jefferson
- Święci z Nowego Jorku (The Ministers, 2009) jako Perp (niewymieniony w czołówce)
- Wielki Mike (Wielki Mike. The Blind Side, 2009) jako Michael Oher
- Cred (2009)
- Prawo i porządek: sekcja specjalna (Law & Order: Special Victims Unit, 2010) jako Damien Woods 1 odcinek
- Szpital Miłosierdzia (Mercy, 2010) 1 odcinek
- Pogoda na miłość (One Tree Hill, 2011) jako Tommy 2 odcinki
- Harry's Law (2011) jako Brian Jones 1 odcinek
- Jej Szerokość Afrodyta (Drop Dead Diva, 2011) jako Jacob Campbell 1 odcinek
- Rebel (2012) jako Qutub
- Paranormal Movie (2013) jako Quinton
- 1982 (2013) jako Turtle
- Nameless (2013) jako Kierowca
- Zjawa (The Appearing, 2014) jako Kenneth
- Czasy ostateczne: Pozostawieni (Left Behind, 2014) jako Simon
- My Favorite Five (2015) jako T.I.
- Dancer and the Dame (2015) jako Louis
- My First Miracle (2015) jako Brandon
- Halfway (2016) jako Byron
- Matka jest tylko jedna (Mothers and Daughters, 2016) jako Dr Hamilton
- Traded (2016) jako Silas
- Greater (2016) jako Trener Aaron
- Extraction: Genesis (2016) jako Blade
- Hero of the Underworld (2016) jako Tino
- To nie moja wina, a poza tym mam to gdzieś (It's Not My Fault And I Don't Care Anyway, 2017) jako Brian Calhoun
- Justice (2017) jako Benjamin
- Let's Fall Out (2017) jako Tank 1 odcinek
- Busy Day (2017) jako Ivan
- The EZ Show (2017) jako Gwiazda 1 odcinek
- Heart, Baby (2017) jako K-Rod
- An American in Texas (2017) jako Quain
- Rock, Paper, Scissors (2017) jako Joe
- Jason's Letter (2017) jako Troy James Sr.
- The Second Coming of Christ (2018) jako Michael
- Worthless (2018) jako Principal Banks
- Fishbowl California (2018) jako Rad Chad
- Bad Company (2018) jako Damen
- Aurora's Law (2018) jako Dave
- The Fallen (2018) jako Solomon Jones 1 odcinek
- The Debt (2018) jako Zo
- Hybristophilia (2018) jako Tommy
- Gods of Medicine (2018-2020) jako Vick Wilson 7 odcinków
- Tata (Dad, 2019) jako Trevor
- Elfette Saves Christmas (2019) jako Święty Mikołaj
- Who Stole the Tasmanian Devils (2019) jako Lt. Fran
- Summertime Dropouts (2019) jako Lorenzo
- Unsubscribe (2020) jako Sammy 1 odcinek
- Locked in Love (2020) jako Damien Silver 1 odcinek
- Mummy Dearest (2020) jako Quinton Jonesboro
- The Greatest Coach of All Time jako Bart Mangrum
- Trail Blazers (2021) jako Dallas (przedprodukcja)
- Round One jako Promotor Mickey James (przedprodukcja)
- Experiment 77 jako Earl (przedprodukcja)
- Blackdom (przedprodukcja)

## Nagrody
BET Awards
- Nominacja (2010) w kategorii Najlepszy aktor za film Wielki Mike (2009)

Czarna Szpula
- Nominacja (2010) w kategorii Najlepszy aktor za film Wielki Mike (2009)
- Nominacja (2010) w kategorii Najlepsza przełomowa rola za film Wielki Mike (2009)

NAACP Image Awards
- Nominacja (2010) w kategorii Wybitny aktor w filmie za film Wielki Mike (2009)

International Christian Film Festival
- Nominacja (2017) w kategorii Najlepszy aktor: film fabularny za film The Second Coming of Christ (2018)

MTV Movie Award
- Nominacja (2010) w kategorii Przełomowa rola za film Wielki Mike (2009)

Teen Choice Awards
- Nominacja (2010) w kategorii Przełomowa rola męska za film Wielki Mike (2009)